# Lavansjön
Lavansjön är en sjö i Strängnäs kommun i Södermanland och ingår i Trosaåns huvudavrinningsområde.